# Маттіас Мітку
Маттіас Мітку (швед. Mattias Mitku, нар. 20 липня 2001, Тумба, Швеція) — шведський футболіст, півзахисник столичного клубу «Юргорден».

## Ігрова кар'єра
Маттіас народився у містечку Тумба поблизу Стокгольма. У футбол почав грати у 2012 році у місцевому клубі «ІФК Тумба», що виступає у четвертому дивізіоні чемпіонату Швеції. У команді він провів три роки, після чого ще один сезон відіграв у команді «Гуддінг ІФ», що також представляє нижчі дивізіони.
У 2017 році Мітку приєднався до молодіжного складу столичного «Юргордена» і восени 2020 року футболіст дебютував у першій команді. Після чого клуб запропонував молодому півзахиснику контракт до грудня 2022 року.

## Особисте життя
Маттіас є фанатом лондонського «Арсеналу».